# Strkovice (zámek)
Zámek Strkovice je klasicistní objekt ve stejnojmenné vesnici asi pět kilometrů jihozápadně od Postoloprt v okrese Louny. Stojí na západní straně návsi naproti barokní kapli svaté Anny. Od roku 1964 je chráněn jako kulturní památka.

## Historie
Poprvé se rok 1602 jako datum výstavby strkovického zámku – nikoliv tvrze – objevuje ve Statistice Postoloprtského okresu, vydané v roce 1862. Tento rok následující literatura mechanicky přebírala, ačkoliv pro něj neexistuje žádný písemný doklad. Pozdější autoři také nebrali na zřetel, že se v citované knize před vročením do 1602 objevuje přídavné jméno "beiläufig", znamenající v tomto kontextu "přibližně". Památkový katalog NPÚ – opět bez udání pramene – stanovil vznik stavby do roku 1634, kdy byla v plném proudu třicetiletá válka.
Na otázku po stáří budovy by mohl odpovědět jen její stavebně-historický průzkum. Pokud by se jednalo skutečně o první desetiletí 17. století, byl by stavitelem zámku žatecký patricij Václav Jindra řečený Sládek († 1610). V městské radě zasedal v letech 1590–1598, pak až do roku 1606 vykonával funkci královského rychtáře. Strkovické zboží koupil od královské komory z konfiskátu po Jiřím Popelovi z Lobkovic v roce 1596. Kromě Strkovic patřila Jindrovi i velká část Žiželic. Jeho synu Karlovi byl majetek ve Strkovicích za účast na stavovském povstání zkonfiskován opět královskou komorou. Od ní ho nakrátko získal císařský generál Martin de Hoeff-Huerta. Během třicetileté války byla vesnice zpustošena. Po generálově smrti v roce 1644 se majitelkou stala Magdalena Pachonhayová a od roku 1663 její dědic, František Norbert Fleissner, jehož potomkům zůstala až do roku 1805. Nutno poznamenat, že se v kupních smlouvách a konfiskačních protokolech před rokem 1650 nikdy nemluví o zámku, pouze o vrchnostenském dvoře. Není proto vyloučeno, že počátky zámku jako rezidenčního sídla jsou spjaté až s rodinou Fleissnerů. Během devatenáctého století se ve Strkovicích vystřídalo více majitelů počínaje žateckým měšťanem Antonínem Brumerem. V roce 1902 koupil zámek s pozemky žatecký obchodník se chmelem Jakob Lang, kterému v té době patřilo také hospodářství včetně zámečku v Mradicích. V té době se kolem zámku rozkládal malý anglický park. Později byly v zámku byty. V roce 1992 byl v rámci restitucí vrácen majitelům vlastnícím ho v roce 1948, kteří zámek rekonstruovali.

## Stavební podoba
Dvoupatrová zámecká budova stojí na východní straně hospodářského dvora. Podle nápisů na fasádě byla obnovena v letech 1747 a 1848, kdy bylo za pomologa Klemense Rotta přistavěno druhé patro. V té době objekt zřejmě získal svou stávající klasicistní podobu. Má obdélný půdorys se dvěma mělkými rizality na nádvorní straně. Fasádu člení pilastry a římsy.